# Надь, Шандор
Шандор Надь (венг. Nagy Sándor; 10 июня 1922, Надьбарачка, Бач-Кишкун — 4 апреля 1990, Будапешт) — венгерский писатель и журналист.

## Биография
Родился в 1922 году в селе Надьбарачка в семье крестьянина. Некоторое время работал землекопом. В годы Второй мировой войны служил в венгерской армии, в 1944—1945 годах — в демократической армии Венгрии.
После войны учился на юрфаке Сегедского университета, но был вынуждён оставить учёбу из-за туберкулёза. В 1948 году вступил в ВКП. Получил известность как журналист. Вернувшись в 1959 году в Сегед из Будапешта, преподавал в гимназии и заочно окончил университет по специальности «история Венгрии». В 1960-х отвернулся от ВСРП, заняв промаоистские позиции в советско-китайском расколе. За создание нелегальной организации маоистского толка был осуждён и провёл в тюрьме 3 года 3 месяца. После освобождения был рабочим на заводах в будапештских районах Чепель и Кёбаня.
Был секретарём Союза писателей города Сегеда. Умер 4 апреля 1990 года в Будапеште.

## Премии
- Национальная премия имени Лайоша Кошута (1949) — за рассказы, напечатанные в венгерской периодической печати
- Сталинская премия третьей степени (1952) — за рассказ «Примирение» (опубликован в журнале «Новый мир», № 3, 1952; перевод с венгерского Ю. Шишмонина).